# 353 v.Chr.
Het jaar 353 v.Chr. is een jaartal volgens de christelijke jaartelling. 

## Gebeurtenissen

### Griekenland
- De havenstad Sestus op de Thracische Chersonesos komt in opstand tegen Athene.

### Perzië
- De Perzische satraap Mausolus overlijdt en wordt opgevolgd door zijn vrouw Artemisia.
- Het Mausoleum van Halicarnassus in Carië wordt gebouwd, een van de Zeven wereldwonderen van de antieke wereld.

## Geboren
- Harpalus (~353 v.Chr. - ~324 v.Chr.), Macedonische edelman en neef van Alexander de Grote

## Overleden
- Mausolus, Perzische satraap van Carië